# 池田修 (アラブ文学者)
池田 修（いけだ おさむ、1933年1月30日 - ）は、アラブ文学者、大阪外国語大学名誉教授。

## 経歴
兵庫県美方郡生まれ。1956年大阪外国語大学アラビア語科卒業、1966年から1967年までバグダッド大学に留学、1977年から1979年までカイロ大学で日本語を教える。1980年大阪外大教授、1993年から1999年まで学長、1999年名誉教授、四天王寺国際仏教大学、四天王寺大学教授を務めた。
1992年前嶋信次の後を受けて『アラビアン・ナイト』の原典からの翻訳を完成し、日本翻訳出版文化賞受賞。

## 著訳書

### 著書
- アラビア語入門 岩波書店 1976

### 共著
- 現代アラビア語小辞典 竹田新共編 第三書館 1981.10

### 翻訳
- コーラン 藤本勝次・伴康哉共訳 中央公論社 1973（世界の名著）、中公クラシックス 全2巻 2002
- 失われた意識 タウフィーク・アル・ハキーム『意識の回復』への反論 ムハンマド・オーダ 磯崎定基共訳 アジア経済研究所 1977.2
- 不幸の樹 ターハー・フセイン 現代アラブ小説全集1 河出書房新社 1978.7
- エジプト プリンス・アフマド・リドワーン ほるぷ出版 1981.11 (世界の教科書)
- アラビアン・ナイト 13-18 平凡社東洋文庫 1985-1992
- アラブのむかし話 レモンの花よめ/ほか 康君子共編訳 偕成社 1991.4
- 旅行記 イブン・ジュバイル 藤本勝次と監訳 関西大学東西学術研究所 1992.3
  - 「イブン・ジュバイルの旅行記」講談社学術文庫 2009
- アルファフリー イスラームの君主論と諸王朝史 1・2 イブン・アッティクタカー 岡本久美子共訳 平凡社東洋文庫 2004